# Anjanette Kirkland
Anjanette Kirkland, ameriška atletinja, * 24. februar 1974, Pineville, Louisiana, ZDA.
Ni nastopila na poletnih olimpijskih igrah. Na svetovnih prvenstvih je v teku na 100 m z ovirami osvojila naslov prvakinje leta 2001, na svetovnih dvoranskih prvenstvih pa naslov prvakinje v teku na 60 m z ovirami istega leta.